# Rừng tre Sagano
Rừng tre Sagano, Rừng trúc Sagano hay còn gọi Rừng tre Arashiyama (嵐山竹林) là một rừng tre tự nhiên ở Arashiyama, Kyoto, Nhật Bản, nổi tiếng vì cảnh quan đẹp, thu hút khách du lịch.

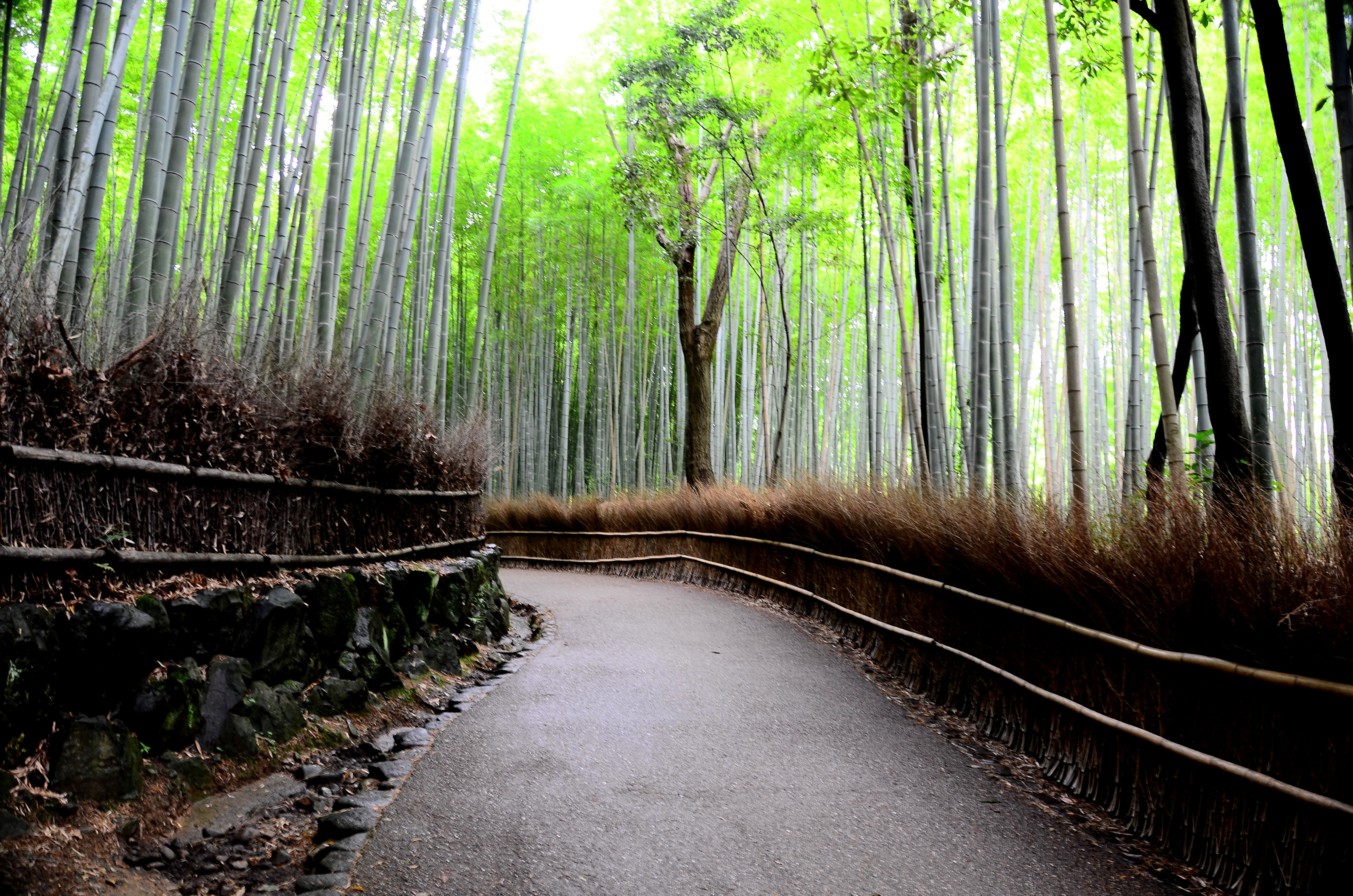
Rừng tre Sagano

Rừng bao gồm phần lớn là trúc sào (Phyllostachys edulis) và bao gồm một số con đường cho khách du lịch và khách tham quan. Bộ Môi trường Nhật Bản coi đây là một phần của "cảnh quan âm thanh" của Nhật Bản.

## Rừng tre Sagano

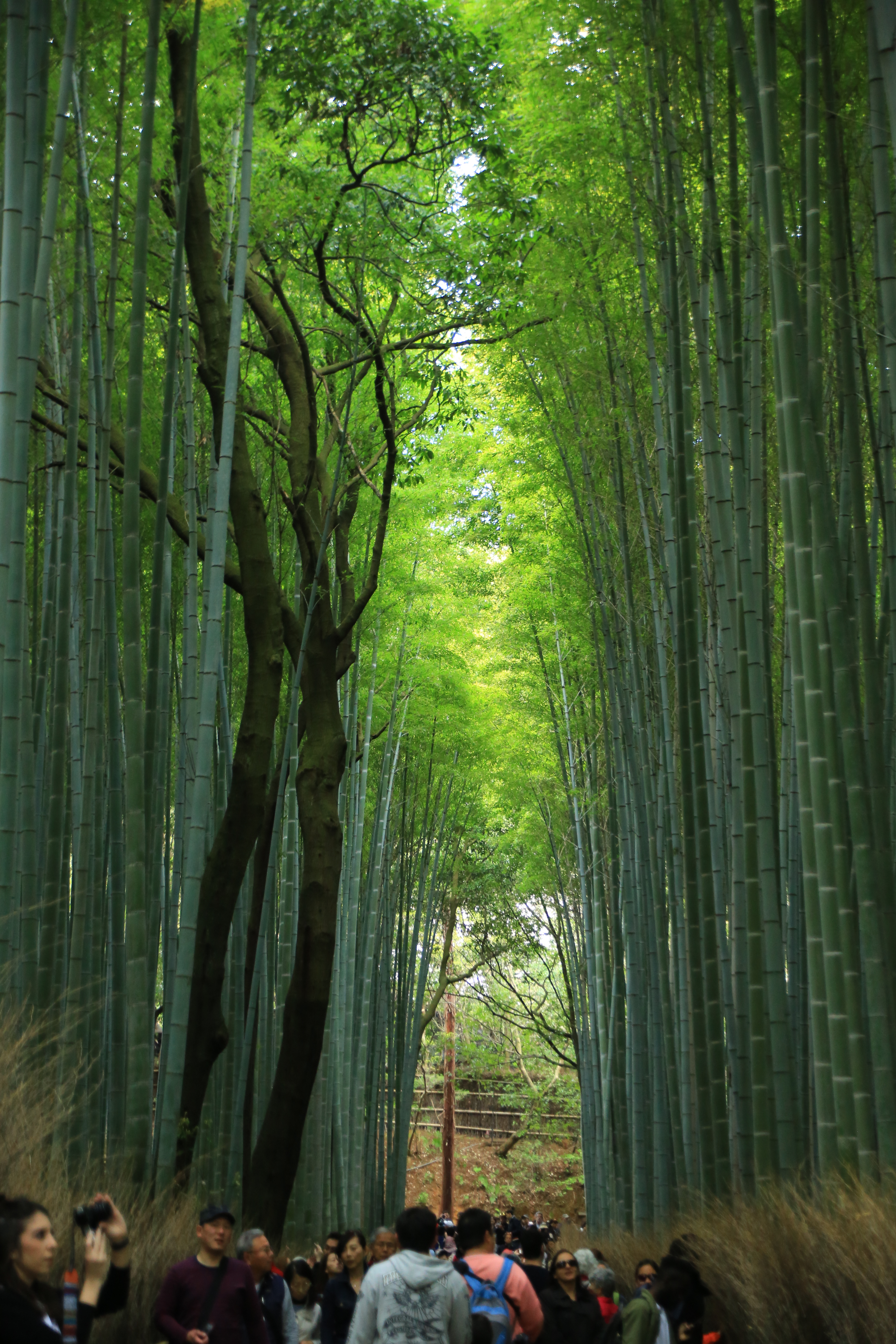

Rừng tre Sagano nằm trong khu bảo tồn thiên nhiên rộng khoảng 16 ha, tại quận Arashiyama, ngoại ô phía tây thành phố Kyoto. Rừng tre Sagano có từ rất lâu và sớm trở thành điểm đến của nhiều người dân Nhật Bản xưa. Ngay từ thời Heian (794-1185), giới thương nhân quý tộc đã chọn đây là điểm nghỉ dưỡng yêu thích. Rừng Sagano đông du khách đến thăm nhất vào mùa xuân và mùa thu. Đặc biệt trong mùa hoa anh đào nở, nhiều du khách đến ngắm hoa kết hợp thăm rừng tre. Đây là điểm du lịch không thể bỏ lỡ khi đến Kyoto (Nhật) với hàng triệu lượt khách tham quan mỗi tháng.
Cây tre mang nhiều ý nghĩa trong văn hóa Nhật Bản. Các đền chùa thường nằm gần rặng tre vì người Nhật coi tre là biểu tượng của sức mạnh, có tác dụng xua đuổi tà ác bên cạnh chức năng làm vật liệu xây dựng, trang trí. Trong lịch sử, cây tre là chủ đề của nhiều loại hình nghệ thuật như thi ca, hội họa,… Đời sống xã hội của người Nhật cũng gắn với việc sử dụng lược, rổ, rá, đồ đánh cá, nhạc cụ làm từ tre từ hàng nghìn năm nay. Tre trong rừng Sagano được khai thác, sử dụng làm nguyên liệu chế tác đồ thủ công như giỏ, túi, ghế, chén. Việc khai thác có mức độ hợp lý, và chú trọng trồng cây mới nên không ảnh hưởng nhiều đến vẻ đẹp tự nhiên vốn có của khu rừng.
Rừng tre Arashiyama được CNN xếp vào top 100 con đường tuyệt nhất thế giới.  Âm thanh của khu rừng được Bộ Môi trường Nhật Bản đưa vào danh sách 100 âm thanh của Nhật Bản, và khuyến khích người dân cảm nhận những âm thanh tự nhiên đặc trưng của xứ sở mặt trời mọc.
Từ năm 2015, chính quyền thành phố đã cho phép du khách tham quan miễn phí rừng tre vào mọi thời điểm trong ngày.

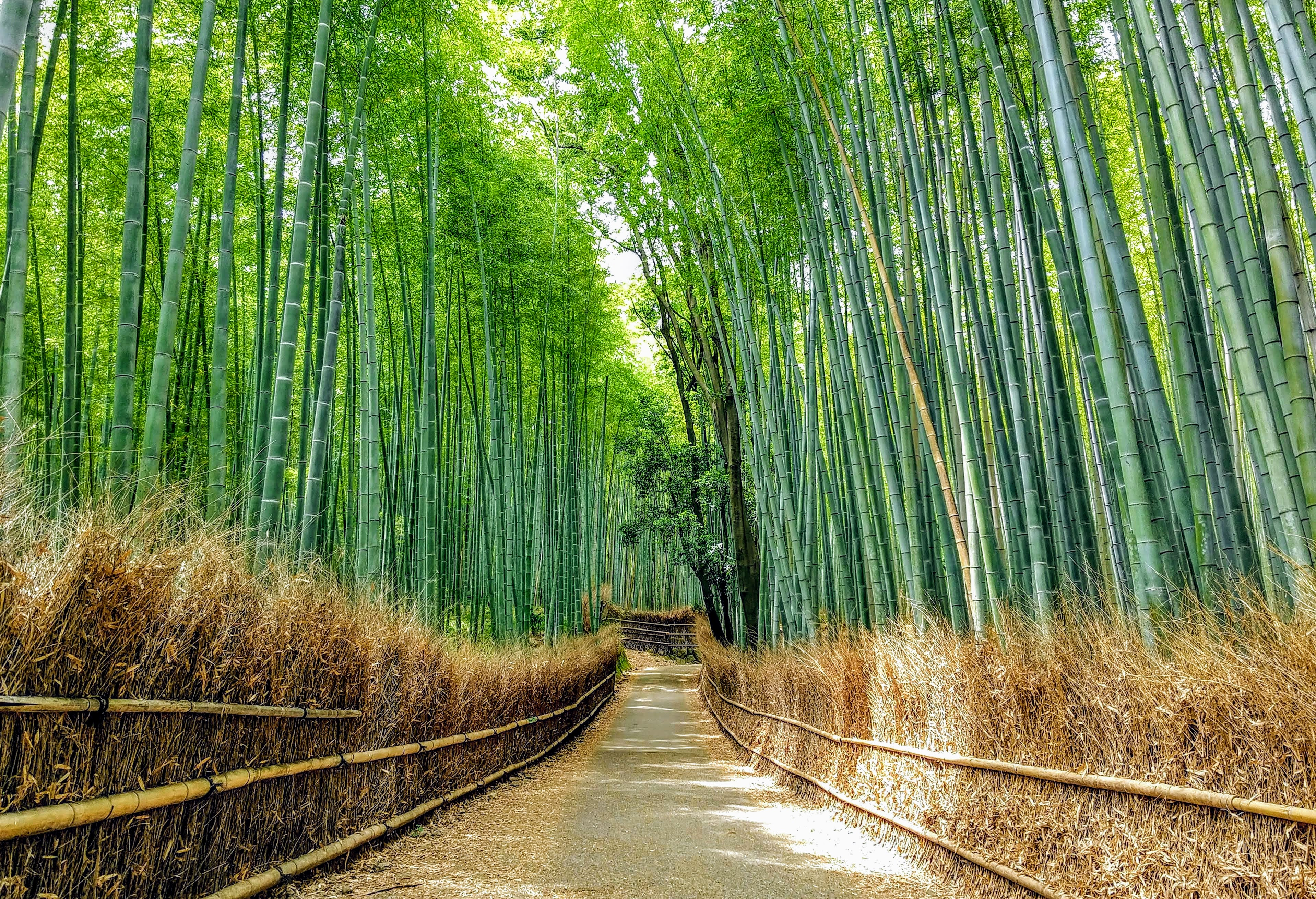
Rừng tre Sagano

## Cảnh quan và công trình liên quan
Đền Tenryu-ji (天龍寺) ở bên ngoài lối vào rừng tre là di sản Thế giới được UNESCO công nhận  là Di sản Thế giới vào năm 1994. và là một trong năm ngôi đền lớn của Kyoto. Đền Tenryu-ji được xây dựng từ năm 1339, dưới thời Muromachi (1338 - 1573). Đền Nonomiya ở gần đó đã được nhắc đến trong chương thứ mười của Truyện cổ Genji. Nơi đây còn có biệt thự Okochi Sanso (大河内山荘) gần đó. Đây là biệt thự cũ của nam diễn viên nổi tiếng Okochi Denjiro (大河内 傳次郎; 1896-1962), nằm ở phía sau khu rừng tre Sagano. Khuôn viên này có một số khu vườn và các tòa nhà khác nhau như khu nhà ở, nhà dùng trà và cổng.